# I. Polska Liga Koszykówki
La I. Polska Liga Koszykówki è il secondo livello del campionato polacco di pallacanestro.